# Axylia annularis
Axylia annularis är en fjärilsart som beskrevs av Saalmüller 1891. Axylia annularis ingår i släktet Axylia och familjen nattflyn. Inga underarter finns listade i Catalogue of Life.